# 八幡神社 (東伊豆町)

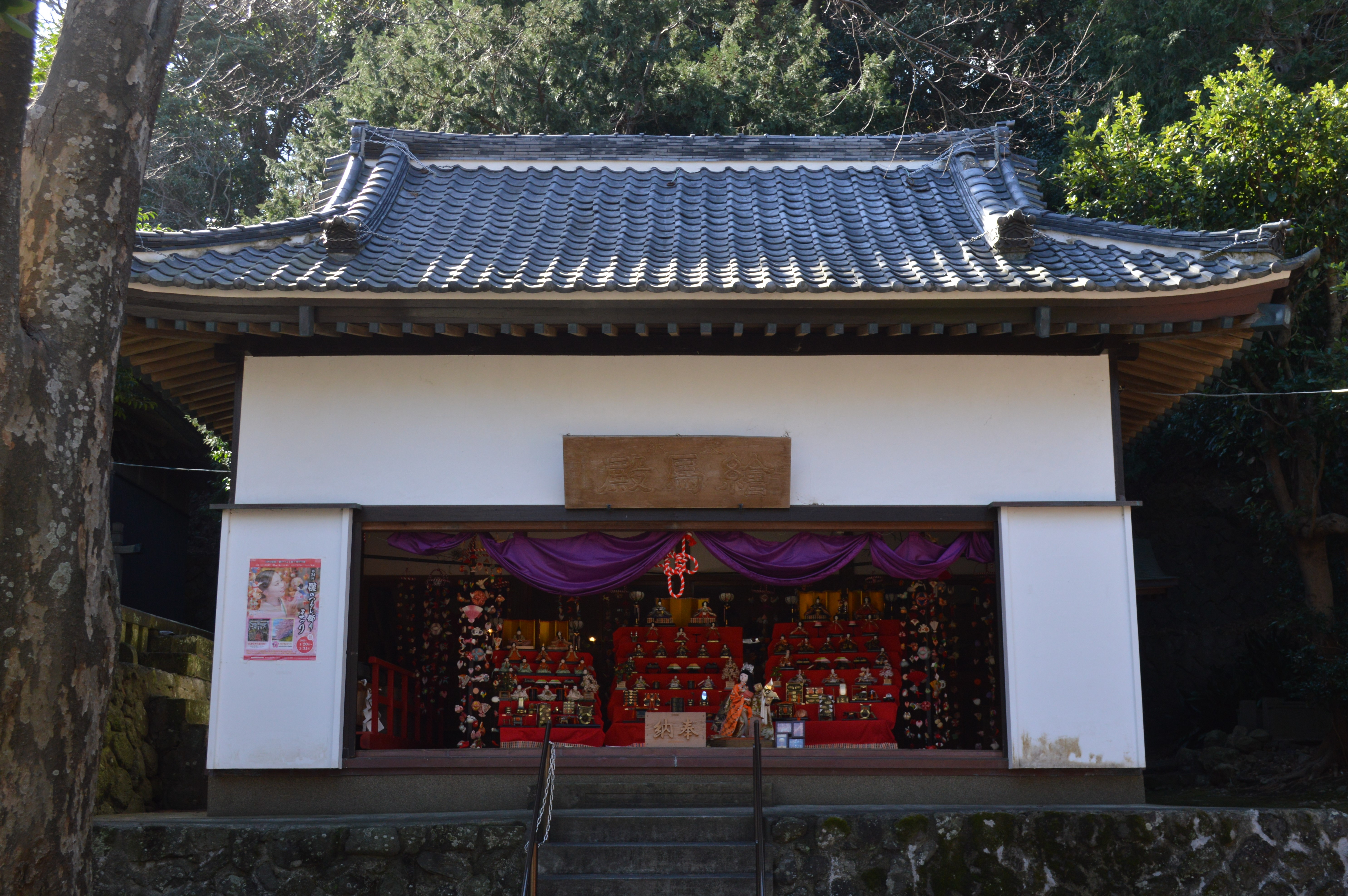
拝殿の右脇にある絵馬殿（雛のつるし飾りまつり (1-3月) 開催中）

八幡神社（はちまんじんじゃ）は、静岡県賀茂郡東伊豆町稲取にある神社。地名を冠して稲取八幡神社（いなとりはちまんじんじゃ）とも。
稲取地区（旧稲取村・稲取町）の総鎮守であり、「稲取総社」を称している。

## 概要
稲取港の南方、稲取岬がある丘の麓に鎮座している。
創建は不詳だが、境内からは弥生時代以降の遺物が出土しているので、古くからの祭祀の場であったことが分かる。徳治2年（1307年）に社殿を再建したとの記録があり、現在の社殿は元治元年（1864年）に造営されたものである。
源頼朝が寄進したと伝えられる守本尊（伝・慈覚大師作の薬師如来像）が祀られており、境内には頼朝が源氏再興を祈願して水垢離（みずごり）を行ったと伝えられる井戸がある。
7月14日-15日の例大祭では、本殿脇の絵馬殿にて、子供三番叟や巫女舞が奉納される。
また、1月下旬-3月末の「雛のつるし飾りまつり」期間中は、絵馬殿が展示会場の1つとなる。